# Легеза Євген Олександрович
Євген Олександрович Легеза (нар. 13 лютого 1987, Запоріжжя, Запорізької області, УРСР) — український правник, науковець. Доктор юридичних наук (2017), професор (2018), професор кафедри публічного та приватного права Університету митної справи та фінансів.

## Творча біографія
У 2008 році закінчив Дніпропетровський державний університет внутрішніх справ за спеціальністю «Правоохоронна діяльність» та здобув кваліфікацію юриста.
15 липня 2011 року захистив дисертацію на тему «Адміністративні послуги, що надаються міліцією громадської безпеки» на здобуття наукового ступеня кандидата юридичних наук за спеціальністю 12.00.07 «Адміністративне право і процес; фінансове право; інформаційне право» у спеціалізованій вченій раді Д 08.727.02 Дніпропетровського державного університету внутрішніх справ (м. Дніпро).
25 лютого 2016 року присвоєно вчене звання доцента кафедри адміністративного права, процесу та адміністративної діяльності Дніпропетровського державного університету внутрішніх справ.
24 квітня 2017 року захищено дисертацію на тему «Концепція публічних послуг: адміністративно-правовий аспект» на здобуття наукового ступеня доктора юридичних наук за спеціальністю 12.00.07 «Адміністративне право і процес; фінансове право; інформаційне право» у спеціалізованій вченій раді Д 17.051.07 Запорізького національного університету Міністерства освіти і науки України (м. Запоріжжя).
У 2018 році присвоєно вчене звання професора кафедри адміністративного та митного права Університету митної справи та фінансів відповідно до Наказу Міністерства освіти і науки України «Про затвердження рішень Атестаційної колегії Міністерства щодо присвоєння вчених звань і присудження наукових ступенів» від 18 грудня 2018 року № 1411.

### Професійна діяльність
[ред. | ред. код]
Євген Олександрович Легеза має більше 15 років досвіду підготовки фахівців в галузі права, правоохоронної діяльності тощо. Є автором більш ніж 200 публікацій з проблем адміністративного права, адміністративного процесу, інституту публічних послуг та адміністративних процедур (https://orcid.org/0000-0001-9134-8499;     https://www.scopus.com/authid/detail.uri?authorId=57200152533; www.researcherid.com/rid/X-9904-2019; https://scholar.google.com.ua/citations?user=lkOZEFkAAAAJ&hl=ru). 
Засновник наукової школи, дослідження якої пов'язані з проблематикою публічних послуг, адміністративних процедур.
Під науковим керівництвом захищено більше двадцяти кандидатських дисертацій здобуття наукового ступеня кандидата юридичних наук за спеціальністю 12.00.07 «Адміністративне право і процес; фінансове право; інформаційне право» та три аспіранта здобули освітньо-науковий рівень доктора філософії в галузі 08 «Право».

#### Член редакційних колегій журналів
[ред. | ред. код]
- «Customs scientific Journal»
- «ScienceRise: Juridical Science»
- «Правова позиція»

#### Наукові проєкти
[ред. | ред. код]
- Адміністративно-правове регулювання публічних відносин (номер державної реєстрації № 0119U100014), 2019—2021 рр.
- Основні напрями реформування законодавства України в контексті євроінтеграційних процесів (номер державної реєстрації № 0122U000216, 2022—2024 рр.

## Нагороди, досягнення
Переможець Всеукраїнського конкурсу «Молодий правник року 2016» у номінації «Молодий науковець», який був організований Координаційною радою молодих юристів України при Міністерстві юстиції України.
Багаторазовий переможець обласного конкурсу «Кращий молодий вчений» (Дніпропетровської області) у гуманітарному напрямі, отримавши  дипломи І ступеня у 2017 році, ІІ  ступеня у 2019 році, ІІІ  ступеня у 2021 році.
Лауреат премії Дніпропетровської обласної ради у категорії «Досягнення в науковій та педагогічній діяльності» у 2019 році.
Стипендіат Кабінету Міністрів України для молодих вчених з 2022 року по 2024 роки відповідно до Постанови Комітету з Державних премій України в галузі науки і техніки № 6 від 04 листопада 2022 року.
Стипендіат найкращим молодим вченим для увічнення подій Революції Гідності та вшанування подвигу Героїв України — Героїв Небесної Сотні за 2024 рік.
У 2019 році призначена іменна стипендія Верховної Ради України для найталановитіших молодих учених відповідно до Постанови Верховної Ради України «Про призначення у 2019 році іменних стипендій Верховної Ради України для найталановитіших молодих учених» від 17 січня 2019 року № 2674-VIII опубліковано в Голосі України від 23.01.2019 № 14; Офіційному віснику України від 01.02.2019 № 9.
Лауреат Премії Президента України для молодих вчених за роботу «Теорія публічних послуг: адміністративно-правова складова» відповідно до Указу Президента України № 595/2020 «Про присудження премій Президента України для молодих вчених 2020 року».

## Окремі роботи
- Легеза Є. О. Теорія публічних послуг: адміністративно-правова складова: монографія. Херсон: Видавничий дім «Гельветика», 2016. 452 с. ISВN 978-966-916-208-3
- Легеза Є. О. Адміністративні процедури у сфері  нерухомого майна: державна реєстрація речових прав та особливості реалізації через електронні торги.  Одеса: Видавничий дім «Гельветика», 2022. 246 с. ISBN 978-617-8263-00-3.
- Легеза Є. О. Власенко Д. О. Теорія оскарження рішень, дій чи бездіяльності органів публічної адміністрації з надання адміністративних послуг: монографія. Запоріжжя: Видавничий дім «Гельветика», 2017. 184 с. ISBN 978-966-916-358-5.
- Легеза Є. О. Уханенко С. А. Теорія та практика реалізації адміністративних процедур у сфері соціального захисту населення. монографія. Дніпро: Видавничий дім «Гельветика», 2019. 196 с. ISBN 978-966-916-756-9.
- Leheza Ye., Filipenko T., Sokolenko O., Darahan V., Kucherenko O. (2020). Ensuring Human Rights in Ukraine: Problematic Issues and Ways of their Solution in the Social and Legal Sphere. Cuestiones Políticas. Vol. 37 №º 64 (enero-junio 2020). 123—136. Emerging Sources Citation Index (ESCI) Web of Science.
- Odyntsova I., Berezhna K., Yuzikova N., Leheza Ye., Iliushchenko H. (2021). International legal standards for providing public services in combating corruption. Journal of law and political sciences. Vol. 27, issue 2. 275—291. Emerging Sources Citation Index (ESCI) Web of Science.
- Leheza, Y., Tiutchenko, S., Stanina, O., Shatrava, S., & Rezanov, S. (2021). Uso y protección del suelo: regulación legal y experiencia extranjera. Revista De La Universidad Del Zulia, 12(33), 70-81. https://doi.org/10.46925//rdluz.33.06 Emerging Sources Citation Index (ESCI) Web of Science.
- Leheza, Y., Odyntsova, I., & Dmytrenko, N. (2021). Teoría y regulación legal del apoyo informativo de los procedimientos administrativos en Ucrania. Ratio Juris UNAULA, 16 (32). 291—306 https://doi.org/10.24142/raju.v16n32a12. Emerging Sources Citation Index (ESCI) Web of Science.
- Leheza, Y., Dorokhina, Y., Shamara, O., Miroshnychenko, S., & Moroz, V. (2021). Citizens ‘participation in the fight against criminal offences: political and legal aspects. Cuestiones Políticas, 39(69), 212—224. https://doi.org/10.46398/cuestpol.3969.12 Emerging Sources Citation Index (ESCI) Web of Science.
- Leheza, Y., Pylypenko, A., Svystun, L., Zuieva, O., & Yefimova, I. (2021). Aspectos social y civil de la regulación de propiedad intelectual en Ucrania. Revista De La Universidad Del Zulia, 12(34), 206—223. https://doi.org/10.46925//rdluz.34.13. Emerging Sources Citation Index (ESCI) Web of Science.
- Halaburda N. Leheza Ye. Chalavan V. Yefimov V. Yefimova I. (2021). Compliance with the principle of the rule of law in guarantees of ensuring the legality of providing public services in Ukraine. Journal of law and political sciences. Vol. 29, Іssue 4, 100—121. Emerging Sources Citation Index (ESCI) Web of Science.
- Leheza Yevhen, Deliya Yuriy, Ryzhkov Eduard, Albul Serhii, Shamara Oleksandr. (2021).  Legal Regulation of the Status of Subjects of Special Competence in Relation to Public Administration in the Sphere of Intellectual Property in Ukraine. Jurnal cita hukum indonesian law journal Vol 9, No 2, DOI: https://doi.org/10.15408/jch.v9i2.22234 Emerging Sources Citation Index (ESCI) Web of Science.
- Легеза Є. О. Круговий О. О. Правозастосовчі аспекти адміністративної процедури державної реєстрації речових прав на нерухоме майно, що придбане на електронних торгах. ScienceRise: Juridical Science. № 1 (7). 2019. С.29-34.
- Легеза Є. О. Ішханян А. Р. Правове регулювання запобігання корупційним ризикам під час надання електронних послуг. ScienceRise: Juridical Science. № 9 (9). 2019. С. 27–31.
- Легеза Є. О. Коліуш О. Л. Правова основа запобігання корупції під час надання адміністративних послуг. Науковий вісник Дніпровського державного університету внутрішніх справ. № 3 (100). 2019. С. 58-63.
- Легеза Є. О. Імплементація позитивного зарубіжного досвіду митного оформлення, вартості та контролю транспортних засобів у вітчизняне законодавство. Правова позиція. № 4 (25). 2019. С. 49-56.
- Leheza Ye., Аnalysis of scientific concepts and the legal framework of the concept of information support for administrative legal proceedings. Scientific Bulletin of the Dnipropetrovsk State University of Internal Affairs. Special Issue № 1. 2019. 79-84.
- Легеза Є. О. Особливості здійснення контролю під час надання публічних послуг задля запобігання корупційним ризикам. Правова позиція: науковий журнал. № 4 (29). 2020. С. 23-26.
- Легеза Є. О., Буличов Є. В. Деякі аспекти процедури надання адміністративних послуг у сфері справляння податків і зборів. ScienceRise: Juridical Science. № 1 (11). 2020. С. 4–12.
- Легеза Є. О., Боженко Н. В. Удосконалення правової основи регулювання медіації в адміністративному судочинстві. Наукові перспективи. № 7(13). 2021. С.191-198.